# Fays Bay
Fays Bay är en vik i Australien. Den ligger i delstaten Western Australia, omkring 32 kilometer väster om delstatshuvudstaden Perth. Fays Bay ligger på ön Rottnest Island. Den ligger vid sjöarna  Lake Baghdad Herschel Lake Serpentine Lake Government House Lake och Garden Lake.
Genomsnittlig årsnederbörd är 1 018 millimeter. Den regnigaste månaden är maj, med i genomsnitt 176 mm nederbörd, och den torraste är februari, med 9 mm nederbörd.